# Cinéma australien
Le cinéma australien, ou l’industrie du cinéma australienne (Australian film industry), fait référence au système de production, de distribution et de diffusion des films en Australie.
La première diffusion publique d'un film en Australie date d'octobre 1896, soit moins d'un an après la première diffusion mondiale à Paris le 28 décembre 1895 par les frères Lumière. La production cinématographique australienne a commencé avec The Story of the Kelly Gang en 1906, souvent considéré comme le premier long métrage jamais produit. Depuis, le cinéma australien continué à produire des films souvent reconnus au niveau mondial, alors que nombre de ses acteurs et réalisateurs ont acquis au fil des années, une réputation internationale et se sont dirigés vers les gros centres de productions de l'industrie cinématographique mondiale, notamment Hollywood.
Des Australiens comme Errol Flynn, sont associés aux plus grandes stars de l'âge d'or d'Hollywood, mais pendant les années 1970, des fonds gouvernementaux ont permis le développement d'une nouvelle génération de réalisateurs et d'acteurs en Australie et les années 1980 sont considérées comme un âge d'or pour le cinéma australien, avec un grand nombre de films ayant connu le succès, de la science-fiction avec Mad Max à la comédie avec Crocodile Dundee. Pendant les années 1990-2000, des acteurs et actrices australiens ont connu de grands succès internationaux comme Nicole Kidman, Russell Crowe, Cate Blanchett, Geoffrey Rush, Hugh Jackman et Heath Ledger.

## Historique

### 1890-1910: Les années pionnières

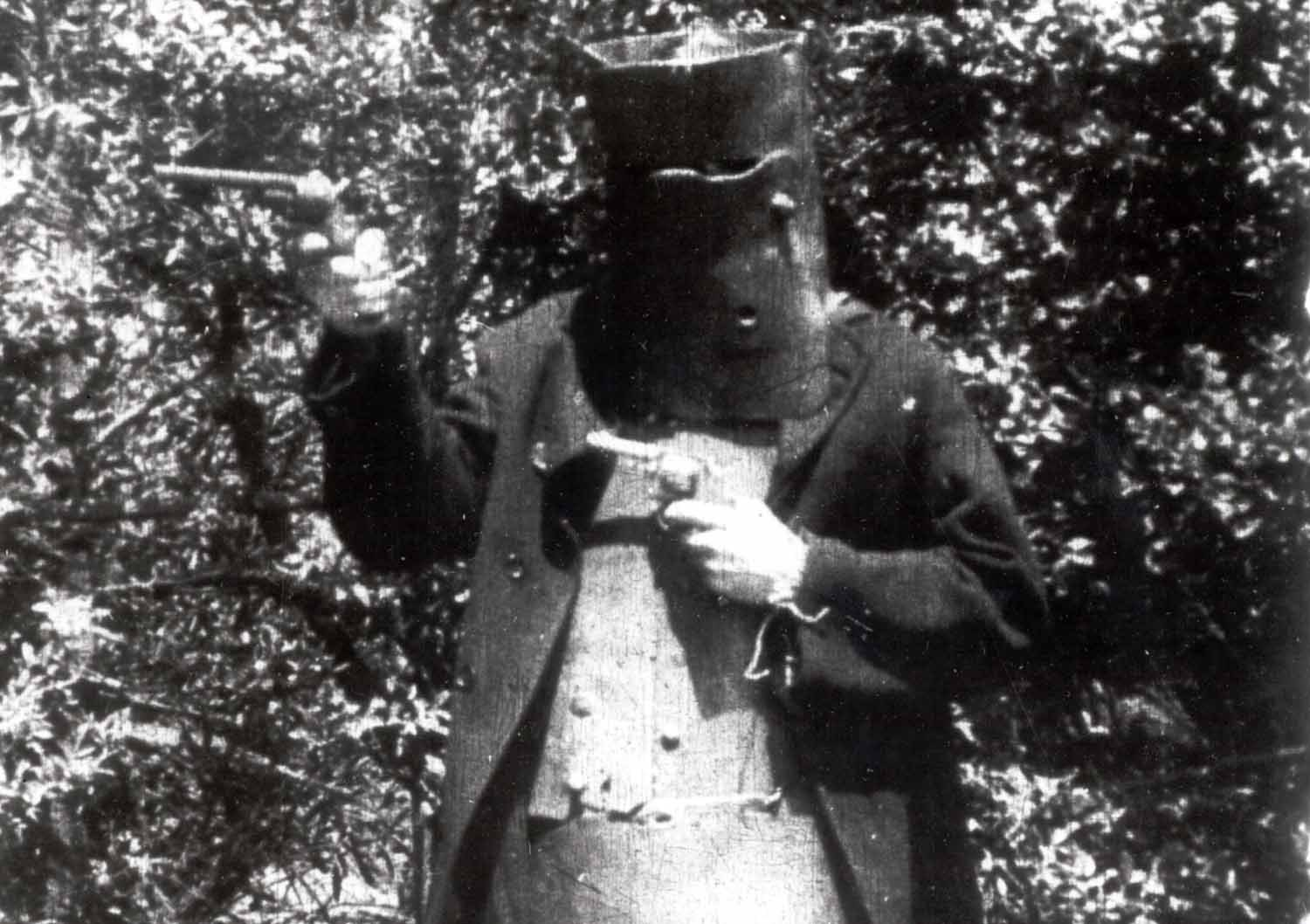
The Story of the Kelly Gang (1906) est le premier long métrage narratif connu.

Le cinéma australien est un des plus anciens au monde. En octobre 1896 a lieu la première projection sur le territoire national, soit moins d'un an après la première projection publique à Paris le 28 décembre 1895 par les frères Lumière. Le premier studio de production du monde[réf. nécessaire], Limelight Department, a été construit à Melbourne par l'armée du salut et les premières fictions australiennes sont réalisées en 1898. The Story of the Kelly Gang qui raconte l'histoire du bushranger Ned Kelly, réalisé par Charles Tait et sorti en 1906, est le premier long métrage de fiction de l'histoire du cinéma (d'après la définition de la Cinémathèque française selon laquelle un long métrage est un film de plus de soixante minutes).

### 1910-1920: Des hauts, des bas
L'histoire du cinéma australien est souvent caractérisée par un succès en dents de scie, les historiens utilisant l'expression « boom and bust (en) », soit en français, « des hauts et des bas ».
Les années 1910 sont une des périodes de « boom », dont les quatre premières années voient la production d'une centaine de films, avant qu'elle ne soit interrompue par la Première Guerre mondiale. L'Australie était alors le pays producteur de films le plus prolifique du monde. En 1912, l'industrie se consolide avec l'union de plusieurs producteurs indépendants au sein de l'Australasian Films and Union Theaters, ce qui leur permet d'avoir un meilleur contrôle sur la distribution et la projection dans les cinémas, tout en requérant moins de tractation commerciales avec les différents intervenants. Ceci a également favorisé une ouverture avec les distributeurs américains, qui signent dans les années 1920 un accord d'exclusivité avec les cinémas australiens, souvent au détriment de la production locale.
Le déclin des années 1920 peut s'expliquer par plusieurs raisons : la chute du nombre de spectateurs, un manque d'intérêt dans les productions australiennes, ainsi que la participation de l'Australie à la Guerre. De plus, malgré leur succès du début du siècle, l'État australien interdit les films de bushrangers en 1912,,. Avec la suspension de la production locale, l'industrie australienne trouve des alternatives, notamment aux États-Unis, et réalise qu'il est moins cher d'importer des films étrangers que de les produire en Australie. Pour redresser la balance, le gouvernement fédéral impose une taxe sur les films importés en 1914, avant de la supprimer en 1918. Ainsi, dès 1923, le cinéma américain domine le marché australien, avec plus de 94 % des films projetés originaires de Los Angeles.

### 1930-1960: Le modèle américain

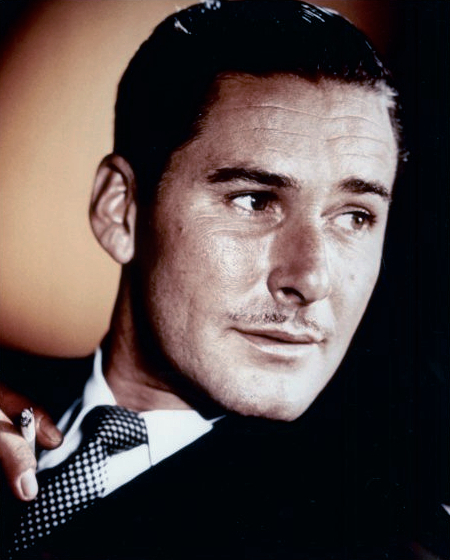
Errol Flynn, premier acteur australien à connaître le succès mondial.

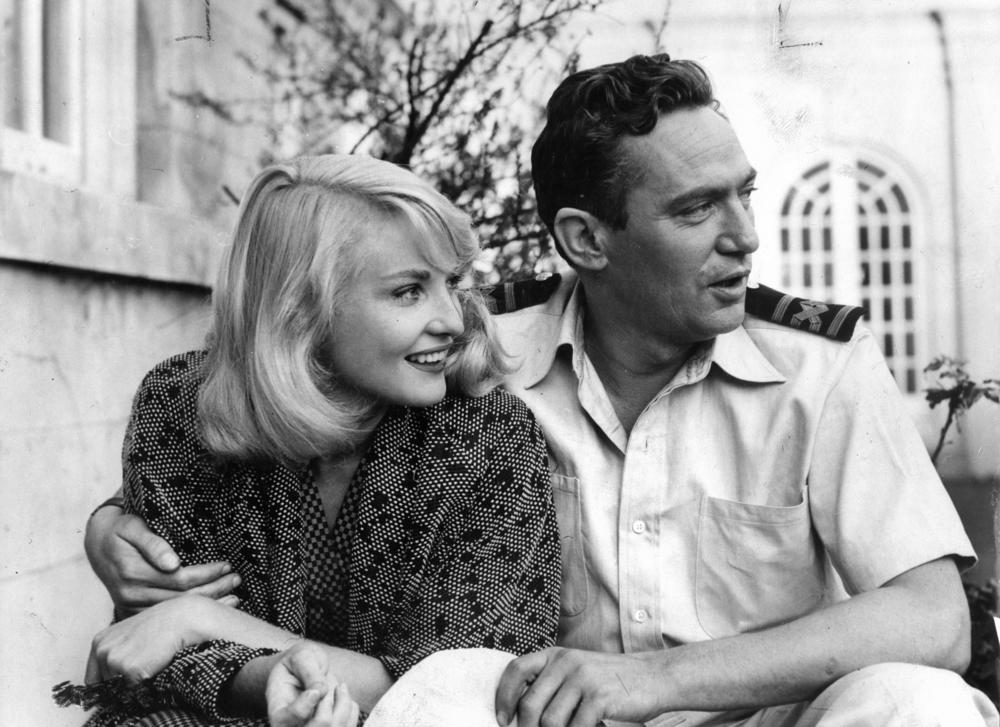
Peter Finch, premier acteur australien à remporter l'Oscar du meilleur acteur (à titre posthume) en 1977 pour Network.

En 1930, F.W. Thring (1883–1936) crée les Efftee Studios à Melbourne afin d'y réaliser des films en utilisant l'équipement optique et sonore importé des États-Unis. Les premiers films sonores sont produits en 1931 : Diggers, A Co-respondent's Course, The Haunted Barn et The Sentimental Bloke (1932). Au cours de ses cinq ans d'existence, Efftee a produit neuf longs métrages et plus de 80 courts métrages, avant de s'arrêter en réponse au refus du gouvernement d'imposer des quotas aux films australiens, alors que Thring meurt peu après.
Cinesound Productions est créé en 1931 par Ken G. Hall, et est l'une des seules sociétés de production en activité au début des années 1940 et devient le principal studio en Australie, construit selon le modèle hollywoodien. Le studio emploie également les mêmes procédés de promotion utilisés aux États-Unis, et tente d'établir un « star system » identique. C'est particulièrement efficace avec la série de comédies On Our Selection (1932), adaptée des romans populaires de Steele Rudd, et qui dépeint les aventures d'une famille australienne fictive, les Rudd. Mais malgré ses ambitions, Cinesound ne produit que 17 longs métrages, tous sauf un étant réalisés par Hall. La société ferme ses portes à l'aube de la Seconde Guerre mondiale.
En 1933, In the Wake of the Bounty, réalisé par Charles Chauvel, fait connaître l'acteur tasmanien Errol Flynn avant qu'il ne devienne l'une des plus grandes stars de l'âge d'or d'Hollywood. Chauvel a également réalisé The Rats of Tobruk (1944), avec Peter Finch et Chips Rafferty, alors les acteurs australiens les plus en vue de l'époque à Hollywood et au Royaume-Uni. Finch a principalement occupé des rôles typiquement australiens (digger ou stockman (en)) alors que Rafferty est célèbre pour son interprétation de bushmen efflanqués et laconiques. Rod Taylor débute également sa carrière à cette époque, dans des films comme Long John Silver (1954), avant de partir pour Los Angeles et d'en devenir aussi l'une des stars, notamment dans La Machine à explorer le temps (The Time Machine, 1960) et Les Oiseaux (The Birds, 1963).
En 1938, le Royaume-Uni a retiré les films australiens des quotas de films britanniques, ce qui a conduit à une baisse sensible du marché garanti pour le cinéma australien. En 1943, l'Australie obtient son premier Oscar, Kokoda Front Line réalisé par Ken G. Hall obtenant l'Oscar du meilleur film documentaire, et The Queen in Australia (1954), de Stanley Hawes (en), est notable pour avoir été le premier film australien en couleur. En 1955, Jedda, de Charles Chauvel, est le premier à être présenté au Festival de Cannes avec des acteurs aborigènes (Robert Tudawali et Ngarla Kunoth) dans les rôles principaux.
Dans les années 1950, de nombreux films australiens sont adaptés de la littérature australienne (généralement avec des sujets et thèmes ruraux) ; ils sont filmés en Australie, mais produits par des sociétés américaines ou britanniques. On peut citer : Ma vie commence en Malaisie (A Town Like Alice, 1956) avec Virginia McKenna et Peter Finch ; The Shiralee (1957) avec Finch, Charles Tingwell, Bill Kerr et Ed Devereaux ; À main armée (Robbery Under Arms, 1957) avec Finch ; Summer of the Seventeenth Doll (1959) avec Ernest Borgnine, John Mills et Angela Lansbury ; Horizons sans frontières (The Sundowners, 1960), tourné dans les Snowy Mountains avec les acteurs étrangers Deborah Kerr, Robert Mitchum et Peter Ustinov et les australiens Chips Rafferty, John Meillon et Leonard Teale.
En 1958, l'Australian Film Institute est créé et il commence à remettre les Australian Film Institute Awards la même année.
La production australienne décline dans les années 1960, avec peu de films notables. La comédie They're a Weird Mob (1966), avec Walter Chiari, Chips Rafferty et Clare Dunne (en) est une exception pendant cette période, dénotant également un certain changement dans la société australienne : narrant l'histoire d'un immigré italien tout juste arrivé et travaillant comme ouvrier agricole à Sydney, il découvre avec ses nouveaux amis et collègues les difficultés de l'argot australien et de sa culture en général. Le film amorce un courant appelé l'Australian New Wave dans les années 1970, souvent le reflet de la culture familière australienne.
Les années 1960 voient encore de nombreux acteurs australiens traverser le Pacifique pour Hollywood, souvent cantonnés aux rôles des « hommes d'action » comme l'Australien George Lazenby qui remplace Sean Connery dans le rôle de James Bond dans le film de 1969, Au service secret de Sa Majesté (On Her Majesty's Secret Service).

### 1970-1980: La renaissance

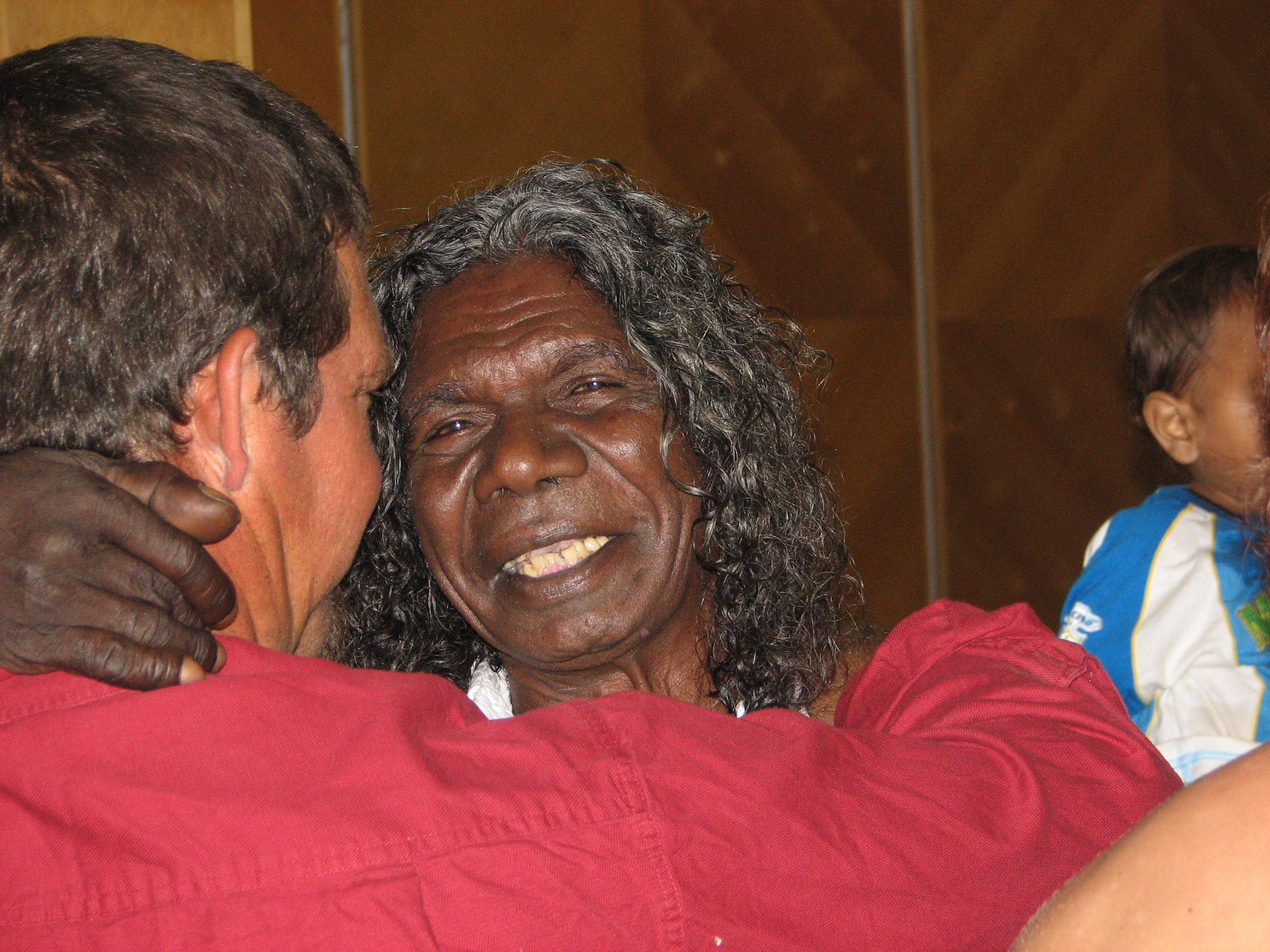
David Gulpilil, l'un des plus célèbres acteurs aborigène d'Australie, révélé dans Walkabout (1971).

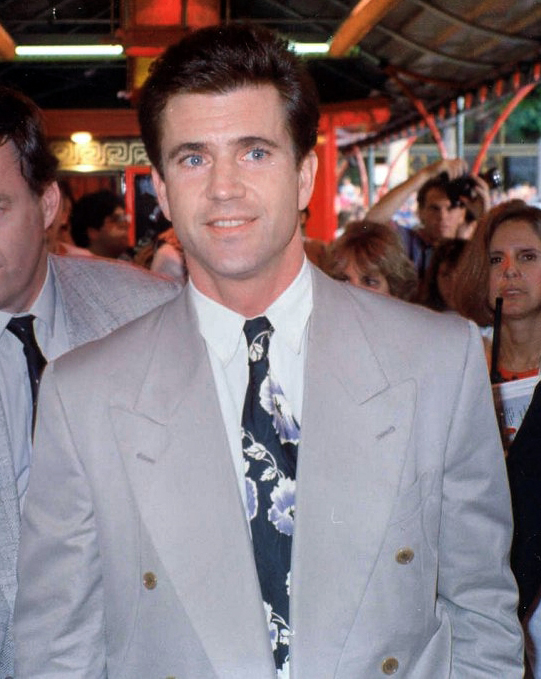
Mel Gibson, star de Mad Max.

Avec l'aide des Premiers ministres John Gorton et Gough Whitlam, dans les années 1960 et 1970, des fonds gouvernementaux ont permis le développement d'une nouvelle génération de réalisateurs et d'acteurs. Ces mesures ont conduit à la résurgence d'un style de films appartenant à la Nouvelle Vague australienne et à un courant appelé Ozploitation (mot-valise avec Australie et exploitation, des films d'horreur, de comédie ou d'action à petit budget), et qui a duré jusqu'au milieu des années 1980. Des films tels que Pique-nique à Hanging Rock (Picnic at Hanging Rock) de Peter Weir et Sunday Too Far Away avec Jack Thompson ont immédiatement eu un impact international.
Les années 1980 sont considérées comme l'« âge d'or » du cinéma australien, avec un grand nombre de films ayant connu le succès, de la science-fiction avec Mad Max, du film de guerre avec Gallipoli, du film d'aventure avec The Man From Snowy River jusqu'à la comédie avec Crocodile Dundee, un film qui définit l'Australie aux yeux de beaucoup d'étrangers bien qu'il ne ressemble que très peu au style de vie de la plupart des Australiens. Crocodile Dundee demeure à ce jour le film australien ayant eu le plus de succès au box-office mondial, en nombre d'entrées spectateurs et compte parmi les films non américains les plus réussis, avec plus de 325 millions de dollars au box-office.
L'un des thèmes qui a dominé la production de l'époque est celui de la survie dans les rudes et sauvages paysages australiens. Sous l'appellation d'un nouveau genre appelé « outback gothic », un certain nombre de thrillers horrifiques ont été tournés, notamment Réveil dans la terreur (Wake in Fright), Walkabout, Les Voitures qui ont mangé Paris (The Cars That Ate Paris), Pique-nique à Hanging Rock dans les années 1970 ; Razorback et Shame dans les années 1980, sans compter Japanese Story, The Proposition et le célèbre Wolf Creek dans les années 2000. Ces films dépeignent le bush australien et les créatures qui le peuplent comme des dangers mortels, et représentent les hommes qui y vivent comme des parias et des psychopathes. La série de films Mad Max ajoute à ces éléments des thèmes de science-fiction post-apocalyptique. Walkabout, un film britannique tourné en Australie, est pour beaucoup le précurseur d'un cinéma qui s'intéresse aux populations indigènes du bush, et introduit l'acteur aborigène David Gulpilil aux yeux du public. Le Chant de Jimmy Blacksmith (The Chant of Jimmie Blacksmith), réalisé par Fred Schepisi a connu le succès, racontant, d'après un roman de Thomas Keneally, la tragique histoire d'un bushranger aborigène. Aux frontières de la ville (The Fringe Dwellers, 1986) de Bruce Beresford évoque quant à lui l'intégration des indigènes dans la société australienne.
Par ailleurs, les récits classiques tirés de la littérature et de l'histoire de l'Australie continuent à alimenter les productions australiennes dans les années 1970 et 1980. Ma brillante carrière (My Brilliant Career, 1979) de Gillian Armstrong est adapté de Miles Franklin ; We of the Never Never (1982) est adapté de Jeannie Gunn et suit la vie des femmes dans le bush ; The Man From Snowy River (1982) est inspiré du poème du même nom de Banjo Paterson et devient l'un des plus gros succès au box-office australien ; etc. En plus des nombreux drames historiques produits dans la décennie, un certain nombre de films célébrant et satirisant la culture australienne sont tournés, parmi lesquels The Adventures of Barry McKenzie (1972), Alvin Purple (1973) ou Barry McKenzie Holds His Own (1974).
Héros ou Salopards (Breaker Morant, 1980), avec Jack Thompson et Bryan Brown, dramatise le procès controversé d'un soldat australien au cours de la seconde guerre des Boers est suivi par le film de guerre Gallipoli, de Peter Weir et avec Mel Gibson. Ces films, considérés comme des classiques du cinéma australien, explorent l'identité australienne contemporaine à travers divers épisodes dramatiques de l'histoire du pays. Mel Gibson part peu après pour les États-Unis où il poursuit une carrière hollywoodienne en tant qu'acteur et réalisateur. Beaucoup d'autres acteurs australiens l'imitent dans les décennies qui suivent, comme Nicole Kidman, Cate Blanchett, Geoffrey Rush, Hugh Jackman, Eric Bana, Naomi Watts, Toni Collette, Heath Ledger, Hugo Weaving, Sam Worthington, ainsi que Anthony LaPaglia, Julian McMahon, Dominic Purcell et Simon Baker à la télévision américaine. Les cinéastes ne sont pas en reste puisque Peter Weir rejoint rapidement Los Angeles après L'Année de tous les dangers (The Year of Living Dangerously) ; il est suivi par Baz Luhrmann, George Miller, Bruce Beresford ou encore Phillip Noyce.

### 1990-2000

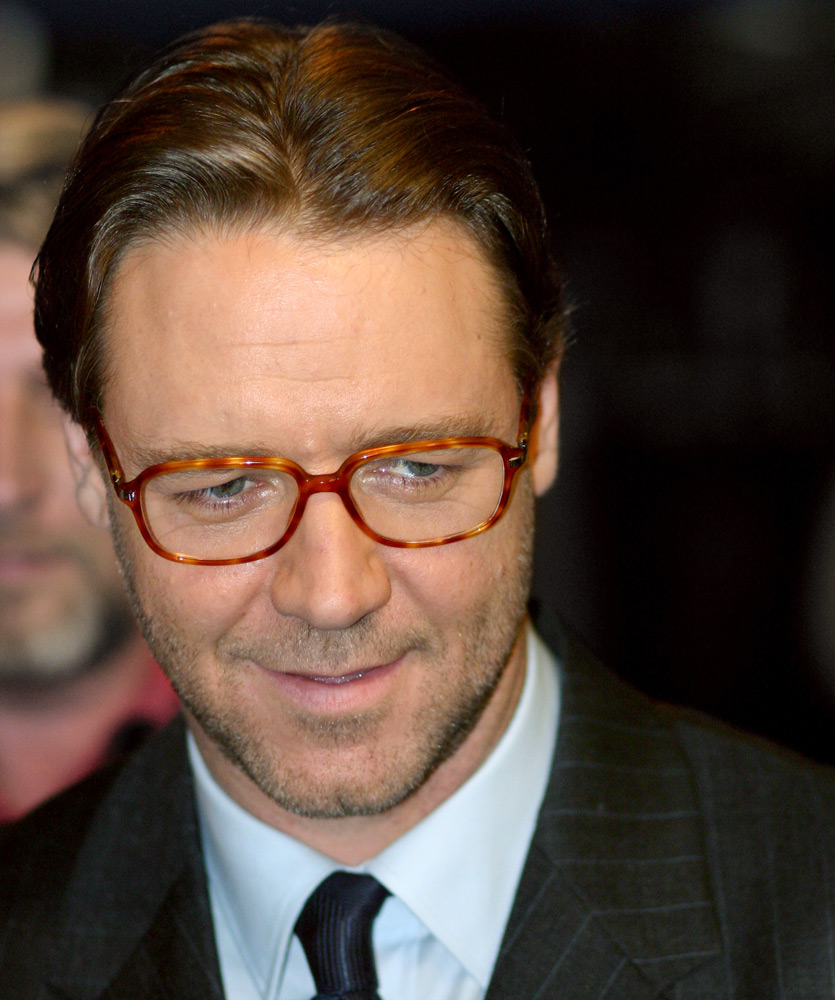
Russell Crowe, star de Master and Commander : De l'autre côté du monde.

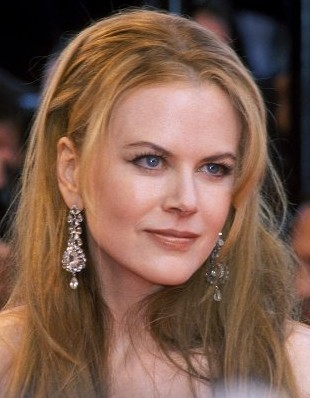
Nicole Kidman, première Australienne à remporter l'Oscar de la meilleure actrice en 2003 pour The Hours.

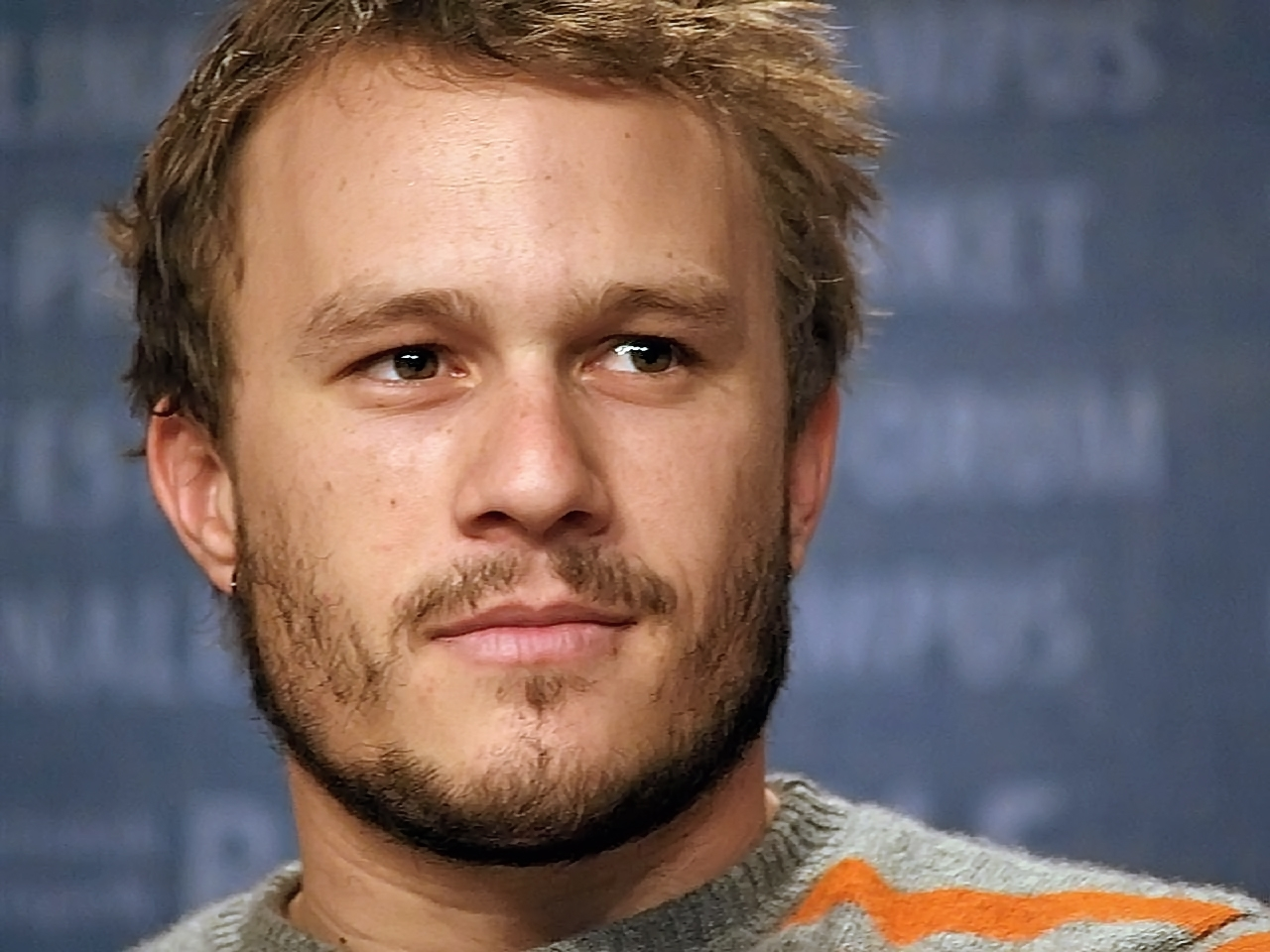
Heath Ledger, star de Two Hands et de Ned Kelly.

Les années 1990 ont été une décennie de succès pour le cinéma australien. Des films à petit budget comme la comédie Muriel (Muriel's Wedding) avec Toni Collette, des comédies satiriques comme Une maison de rêve (The Castle) avec Eric Bana dans son premier rôle important, et le film flamboyant de Baz Luhrmann, Ballroom Dancing (Strictly Ballroom) connaissent chacun succès critique et public. Ils explorent à travers des personnages décalés habitant dans les banlieues urbaines de l'Australie les changements de société, tout en s'éloignant de l'Outback et des sagas historiques des années 1970 et 80. Le film de Stephan Elliott, Priscilla, folle du désert (The Adventures of Priscilla, Queen of the Desert, 1994), narrant le roadtrip de trois drag queen en Australie-Centrale, retourne dans l'Outback tout en y intégrant la sous-culture urbaine contemporaine.
Le drame Frères de sang (Blood Oath, 1990) introduit Russell Crowe (acteur néo-zélandais vivant en Australie depuis ses quatre ans), qui démontre par la suite d'une grande versatilité, avec le rôle d'un skinhead de Melbourne dans Romper Stomper (1992) ou avec celui d'un ouvrier homosexuel originaire de Sydney dans The Sum of Us, avant de partir pour Los Angeles commencer sa carrière américaine. En 1995, George Miller réalise Babe, le cochon devenu berger (Babe) en utilisant des effets visuels numériques pour donner vie à une basse-cour, faisant du film l'un des plus gros succès du box-office australien. En 1996, Geoffrey Rush remporte l'Oscar du meilleur acteur pour Shine, adapté de la vie du pianiste David Helfgott. Heath Ledger fait ses débuts en 1999 dans Two Hands, réalisé par Gregor Jordan, qui le dirigera à nouveau en 2003 dans Ned Kelly, dans le rôle du bushranger emblématique du même nom.
Le canon des films consacrés aux Aborigènes a aussi nettement augmenté depuis les années 1990, avec Dead Heart (1996) de Nick Parsons avec Ernie Dingo et Bryan Brown, The Tracker (2002) de Rolf de Heer avec Gary Sweet et David Gulpilil, Le Chemin de la liberté (Rabbit-Proof Fence, 2002) de Phillip Noyce et Samson et Delilah (Samson and Delilah, 2009) de Warwick Thornton, etc. 10 canoës, 150 lances et 3 épouses (Ten Canoes, 2006), réalisé par Rolf de Heer, est le premier long métrage tourné en langue aborigène ; il est présenté au cours de la 59e édition du festival de Cannes où il remporte le prix spécial du jury Un certain regard.
Les changements démographiques de l'Australie après la Seconde Guerre mondiale, avec une immigration multiculturelle massive, s'est reflété sur le cinéma australien dès les années 1990, avec des films comme The Heartbreak Kid (1993), Looking for Alibrandi (1999), Dead Heart (2000), Fat Pizza (2003) et Romulus, My Father (2007), qui abordent les expériences des migrants ou les sous-cultures australiennes.

### Depuis 2010
Au début des années 2010, un certain nombre de films ont connu un succès public et critique important, parmi lesquels Bran Nue Dae (2010), adaptation de la comédie musicale aborigène du même nom produite en 1990 ou Demain, quand la guerre a commencé (Tomorrow, When the War Began, 2010), adapté de la série littéraire Tomorrow.
Le drame policier Animal Kingdom, premier film de David Michôd avec James Frecheville, Ben Mendelsohn, Joel Edgerton, Guy Pearce, et Jacki Weaver, obtient un grand succès critique. Il est présenté dans plusieurs festivals internationaux où il remporte plusieurs prix, dont le Grand prix du jury du Festival de Sundance, et il triomphe aux Australian Film Institute Awards. Jacki Weaver, actrice peu connue jusqu'alors, obtient une nomination à l'Oscar de la meilleure actrice dans un second rôle en 2011.
En 2011, l'Australian Film Institute devient l'Australian Academy of Cinema and Television Arts et Red Dog remporte l'AACTA Award du meilleur film, se faisant également une place dans le Top 10 du box-office australien.
La migration des acteurs australiens vers les États-Unis s'est poursuivie tout au long des années 2000 et les années 2010 n'y font pas exception. La plupart sont révélés, au cinéma comme à la télévision, par un rôle qui les catapulte vers Hollywood : Simon Baker dans Mentalist ; Eric Bana dans Hulk ; Jai Courtney dans Die Hard 5 ; Russell Crowe dans Gladiator ; Joel Edgerton dans Gatsby le Magnifique ; Travis Fimmel dans Vikings ; Chris Hemsworth dans Thor ; Liam Hemsworth dans Hunger Games ; Hugh Jackman dans X-Men ; Anthony LaPaglia dans FBI : Portés disparus ; Heath Ledger dans Le Secret de Brokeback Mountain ; Guy Pearce dans Memento ; Hugo Weaving dans Matrix ; David Wenham dans Le Seigneur des Anneaux ; Andy Whitfield et Liam McIntyre dans Spartacus ; Sam Worthington dans Avatar, etc. Parmi les actrices, Cate Blanchett (Le Seigneur des Anneaux), Rose Byrne (Damages), Toni Collette (United States of Tara), Melissa George (Alias), Nicole Kidman (Moulin Rouge), Mia Wasikowska (En analyse), Naomi Watts (Mulholland Drive) et Jacki Weaver (Happiness Therapy) ont également entamé une carrière américaine.

## Production de films
La principale agence de financement gouvernementale pour le cinéma australien est Screen Australia. On trouve aussi : Film Victoria, New South Wales Film and Television Office (NSWFTO), Screen Queensland, ScreenWest, South Australian Film Corporation, etc.
Parmi les sociétés de production privées, on peut citer Village Roadshow Pictures, la branche australienne de la FOX, Frame, Set & Match, Limelight Department, See-Saw Films, etc.
L'industrie cinématographique continue de produire un nombre raisonnable de films chaque année, mais à l'instar des autres pays anglo-saxons, l'Australie s'est trouvé et reste minoritaire sur le plan mondial face au cinéma américain, dont la proportion de cinéma national dépasse largement celles de l'Australie, du Royaume-Uni, etc. Cependant, plusieurs producteurs américains ont déménagé leur production en Australie, imitant le directeur de la Fox Rupert Murdoch (australien de naissance et naturalisé américain) qui a décidé de déplacer le nouveau studio à Sydney où les films peuvent être menés à terme avec un coût moins important qu'aux États-Unis. Des productions notables incluent Matrix et Star Wars : épisodes II et III, tournés dans des studios comme Fox Studios Australia ou Village Roadshow Studio. Les autres studios australiens sont Pagewood Studios, Rushcutters Bay Studio, etc.

## Films notables

### Succès au box-office
En 2013, ces films australiens ont eu le plus de succès au box-office australien :
| Rang | Titre                         | Année | Budget (A$) | Box office australien (A$) | Box office mondial (US$) |
| ---- | ----------------------------- | ----- | ----------- | -------------------------- | ------------------------ |
| 1    | Crocodile Dundee              | 1986  | 11 500 000  | 47 707 045                 | 328 203 506              |
| 2    | Australia                     | 2008  | 200 000 000 | 36 780 000                 | 211 342 221              |
| 3    | Babe, le cochon devenu berger | 1995  | 30 000 000  | 36 770 000                 | 254 134 910              |
| 4    | Happy Feet                    | 2006  | 132 740 000 | 31 800 000                 | 384 300 000              |
| 5    | Moulin Rouge                  | 2001  | 100 453 600 | 27 700 000                 | 179 213 434              |
| 6    | Crocodile Dundee 2            | 1988  | 15 800 000  | 24 900 000                 | 239 606 210              |
| 7    | Ballroom Dancing              | 1992  | 3 000 000   | 21 800 000                 | 37 763 592               |
| 8    | L'Antenne                     | 2000  | -           | 18 000 000                 | -                        |
| 9    | The Man From Snowy River      | 1982  | -           | 17 200 000                 | -                        |
| 10   | Red Dog                       | 2011  | 8 500 000   | 21 125 682                 | -                        |

### Par ordre chronologique
| Année | Titre                                       | Titre original                                   | Réalisateur/Studio     | Genres/Courants           | Commentaire                                                                         |
| ----- | ------------------------------------------- | ------------------------------------------------ | ---------------------- | ------------------------- | ----------------------------------------------------------------------------------- |
| 1900  | Soldiers of the Cross                       |                                                  | Limelight Department   | Drame                     |                                                                                     |
| 1901  | Inauguration of the Australian Commonwealth |                                                  | Limelight Department   | Documentaire              |                                                                                     |
| 1906  | The Story of the Kelly Gang                 |                                                  | Charles Tait           | Drame                     | Premier long métrage au monde                                                       |
| 1908  | For the Term of His Natural Life            |                                                  | Charles MacMahon       | Drame                     |                                                                                     |
| 1916  | The Joan of Arc of Loos                     |                                                  | George Willoughby (en) | Drame, film de guerre     | L'un des films avec le plus de moyens de son époque, au niveau des décors notamment |
| 1918  | The Sentimental Bloke                       |                                                  | Raymond Longford       | Comédie dramatique        |                                                                                     |
| 1923  | The Dinkum Bloke                            |                                                  | Raymond Longford       |                           |                                                                                     |
| 1933  | In the Wake of the Bounty                   |                                                  | Charles Chauvel        | Drame                     | Début de Errol Flynn                                                                |
| 1942  | Kokoda Frontline                            |                                                  | Ken G. Hall            | Documentaire Guerre       | Premier Oscar australien                                                            |
| 1944  | The Rats of Tobruk                          |                                                  | Charles Chauvel        | Guerre                    |                                                                                     |
| 1947  | Bush Christmas                              |                                                  | Henri Safran           | Aventures                 |                                                                                     |
| 1954  | The Queen in Australia                      |                                                  | Stanley Hawes (en)     | Documentaire              | Premier film en couleur                                                             |
| 1955  | Jedda                                       |                                                  | Charles Chauvel        | Drame                     | Premier film au Festival de Cannes                                                  |
| 1956  | Ma vie commence en Malaisie                 | A Town Like Alice                                | Jack Lee               | Drame, Guerre             |                                                                                     |
| 1957  | The Shiralee                                |                                                  | Leslie Norman          | Drame                     |                                                                                     |
| 1959  | Summer of the Seventeenth Doll              |                                                  | Leslie Norman          | Drame                     |                                                                                     |
| 1960  | Horizons sans frontières                    | The Sundowners                                   | Fred Zinnemann         | Drame                     |                                                                                     |
| 1971  | La Randonnée                                | Walkabout                                        | Nicolas Roeg           | Drame                     |                                                                                     |
| 1975  | Pique-nique à Hanging Rock                  | Picnic At Hanging Rock                           | Peter Weir             | Drame                     |                                                                                     |
| 1976  | Le Chant de Jimmy Blacksmith                | The Chant of Jimmie Blacksmith                   | Henry Cornelius        | Drame                     |                                                                                     |
| 1979  | Mad Max                                     |                                                  | George Miller          | Action, Science-fiction   |                                                                                     |
| 1979  | Ma brillante carrière                       | My Brilliant Career                              | Gillian Armstrong      | Drame                     |                                                                                     |
| 1980  | Héros ou Salopards                          | Breaker Morant                                   | Bruce Beresford        | Drame, Guerre             | Premier prix pour un acteur australien au Festival de Cannes (Jack Thompson)        |
| 1981  | Gallipoli                                   |                                                  | Peter Weir             | Drame, Guerre             |                                                                                     |
| 1982  | We of the Never Never                       |                                                  | Igor Auzins            | Drame                     |                                                                                     |
| 1982  | L'Homme de la rivière d'argent              | The Man From Snowy River                         | George Miller          | Aventures                 |                                                                                     |
| 1982  | L'Année de tous les dangers                 | The Year of Living Dangerously)                  | Peter Weir             | Drame                     |                                                                                     |
| 1983  | BMX Bandits                                 |                                                  | Brian Trenchard Smith  | Aventures                 |                                                                                     |
| 1986  | Crocodile Dundee                            |                                                  | Peter Faiman           | Aventures                 | Film australien ayant eu le plus de succès au box-office mondial                    |
| 1988  | Un cri dans la nuit                         | Evil Angels                                      | Fred Schepisi          | Drame                     |                                                                                     |
| 1992  | Romper Stomper                              |                                                  | Geoffrey White         | Drame                     |                                                                                     |
| 1992  | Ballroom Dancing                            | Strictly Ballroom                                | Baz Luhrmann           | Film musical              |                                                                                     |
| 1993  | Muriel                                      | Muriel's Wedding                                 | P. J. Hogan            | Comédie                   |                                                                                     |
| 1994  | Priscilla, folle du désert                  | The Adventures of Priscilla, Queen of the Desert | Stephan Elliott        | Comédie                   |                                                                                     |
| 1995  | Bad Boy Bubby                               |                                                  | Rolf de Heer           | Comédie dramatique        |                                                                                     |
| 1995  | Babe, le cochon devenu berger               | Babe                                             | Chris Noonan           | Fantastique               |                                                                                     |
| 1996  | Shine                                       |                                                  | Scott Hicks            | Drame                     |                                                                                     |
| 1997  | The Castle                                  |                                                  | Rob Sitch              |                           |                                                                                     |
| 1998  | Babe 2, le cochon dans la ville             | Babe 2: Pig in the City                          | George Miller          | Fantastique               |                                                                                     |
| 1999  | Les Enfants de la Révolution                | Children of the Revolution                       | Peter Duncan           | Comédie                   |                                                                                     |
| 1999  | Two Hands                                   |                                                  | Gregor Jordan          | Drame                     |                                                                                     |
| 2000  | L'Antenne                                   | The Dish                                         | Rob Sitch              | Drame                     |                                                                                     |
| 2001  | Lantana                                     |                                                  | Ray Lawrence           | Drame                     |                                                                                     |
| 2001  | Moulin Rouge                                |                                                  | Baz Luhrmann           | Film musical              |                                                                                     |
| 2002  | Le Chemin de la liberté                     | Rabbit-Proof Fence                               | Phillip Noyce          | Drame                     |                                                                                     |
| 2003  | Ned Kelly                                   |                                                  | Gregor Jordan          | Aventures                 |                                                                                     |
| 2006  | Happy Feet                                  |                                                  | George Miller          | Animation                 |                                                                                     |
| 2006  | 10 canoës, 150 lances et 3 épouses          | 10 Canoes                                        | Rolf de Heer           | Aventures                 |                                                                                     |
| 2008  | Australia                                   |                                                  | Baz Luhrmann           | Aventures, Drame, Romance |                                                                                     |
| 2009  | Balibo                                      |                                                  | Robert Connolly        | Drame                     |                                                                                     |
| 2009  | Mary et Max                                 | Mary and Max                                     | Adam Elliot            | Animation                 |                                                                                     |
| 2010  | Animal Kingdom                              |                                                  | David Michôd           | Drame policier            |                                                                                     |
| 2010  | Commandos de l'ombre                        | Beneath Hill 60                                  | Jeremy Sims            | Guerre                    |                                                                                     |
| 2011  | Red Dog                                     |                                                  | Kriv Stenders          | Aventures                 |                                                                                     |
| 2011  | The Hunter                                  |                                                  | Daniel Nettheim        | Aventures                 |                                                                                     |
| 2012  | Wish You Were Here                          |                                                  | Kieran Darcy-Smith     | Drame                     |                                                                                     |
| 2013  | Gatsby le Magnifique                        | The Great Gatsby                                 | Baz Luhrmann           | Drame                     |                                                                                     |
| 2013  | Tracks                                      |                                                  | John Curran            | Aventure, Biographique    | L'incroyable voyage de Robyn Davidson en Australie                                  |
| 2024  | Before Dawn                                 | Before Dawn                                      | Jordon Prince-Wright   | Historique                |                                                                                     |

## Personnalités

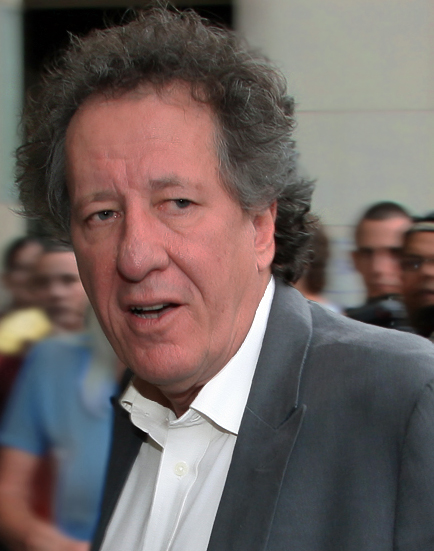
Geoffrey Rush, star de Shine
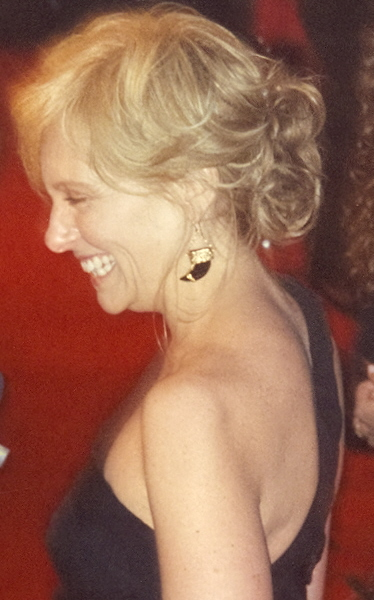
Toni Collette, star de Muriel
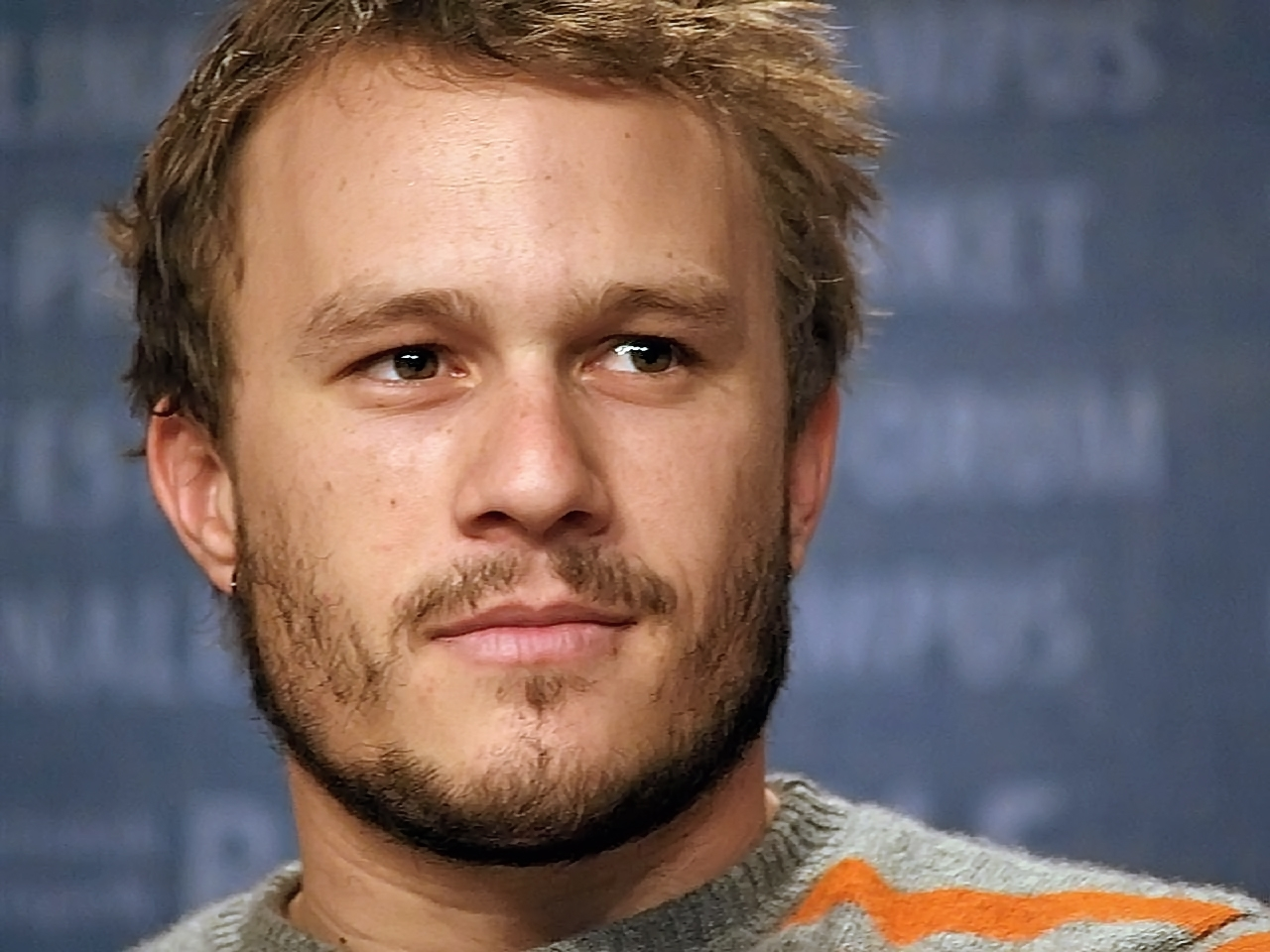
Heath Ledger, star de Two Hands
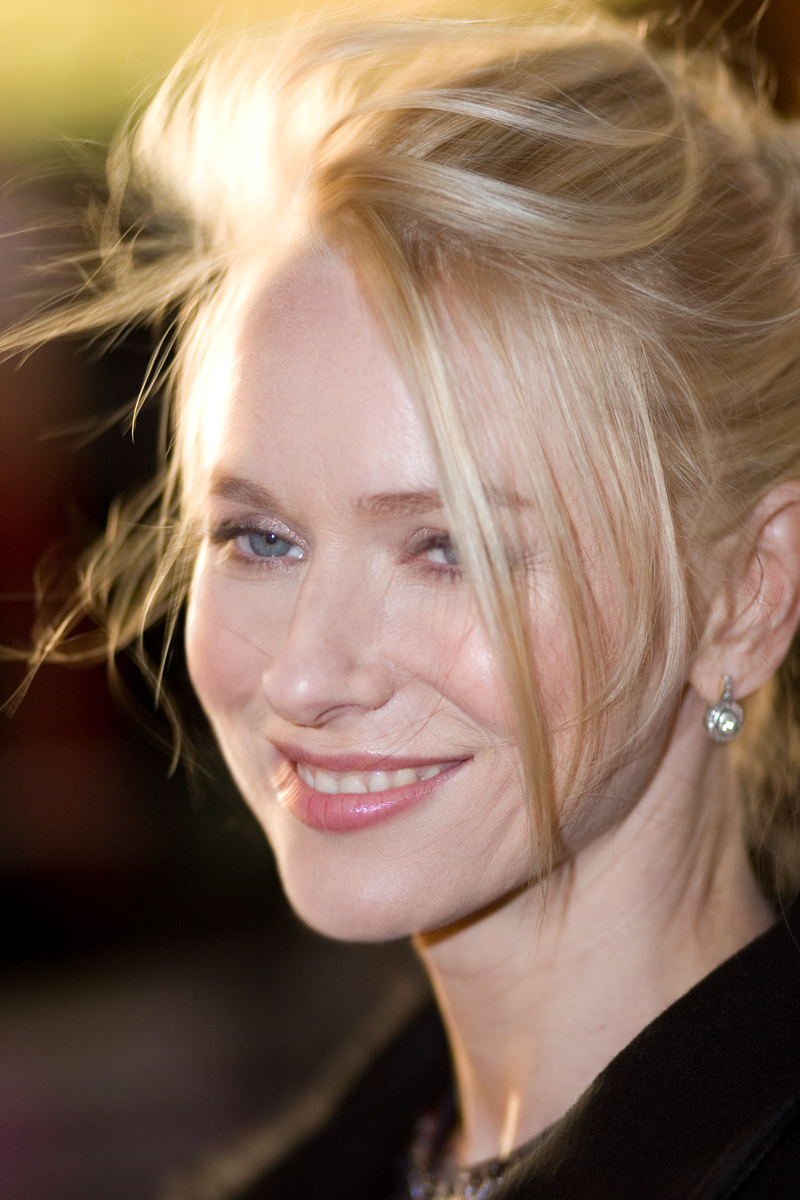
Naomi Watts, star de Ned Kelly
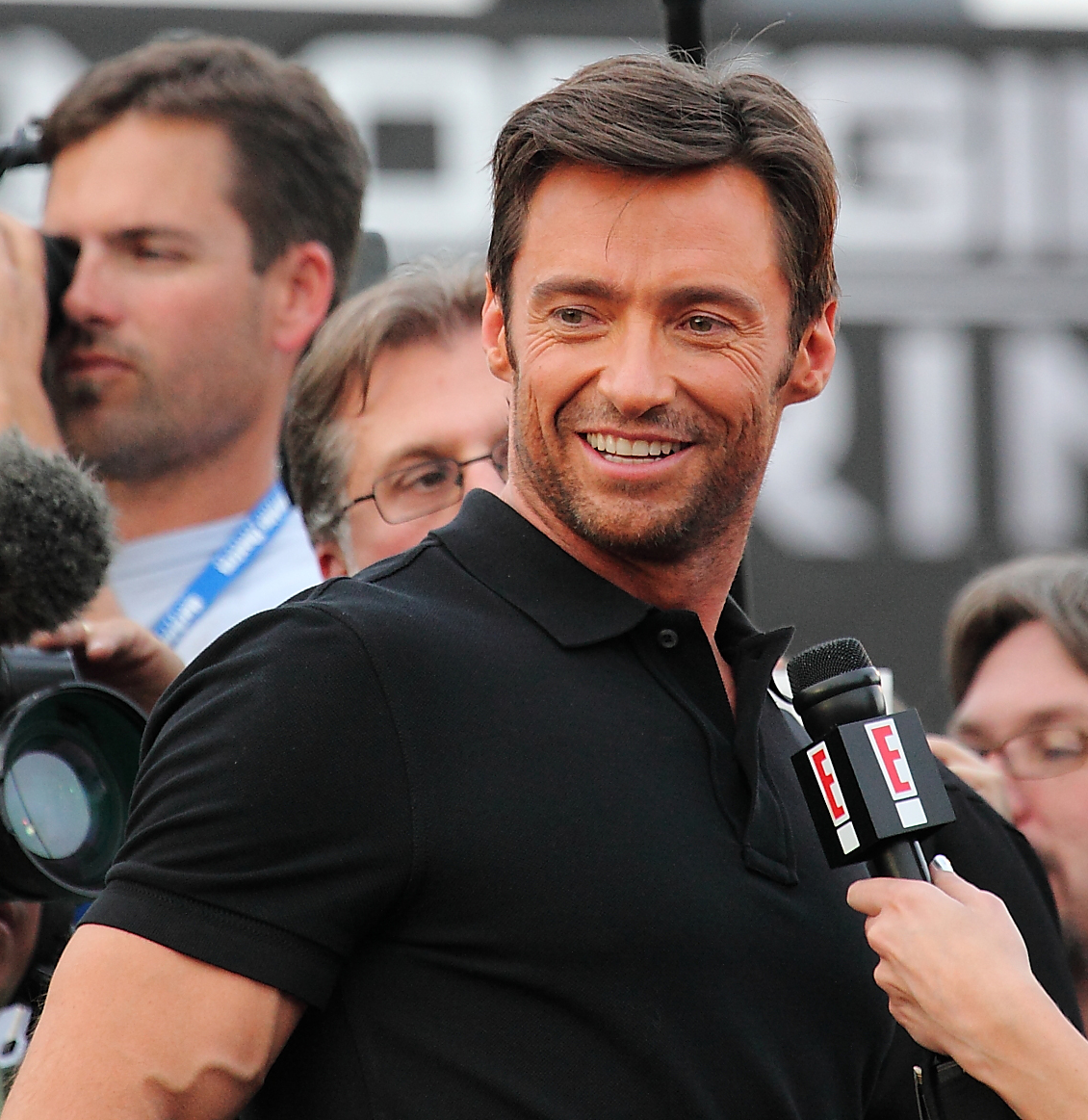
Hugh Jackman, star de X-Men
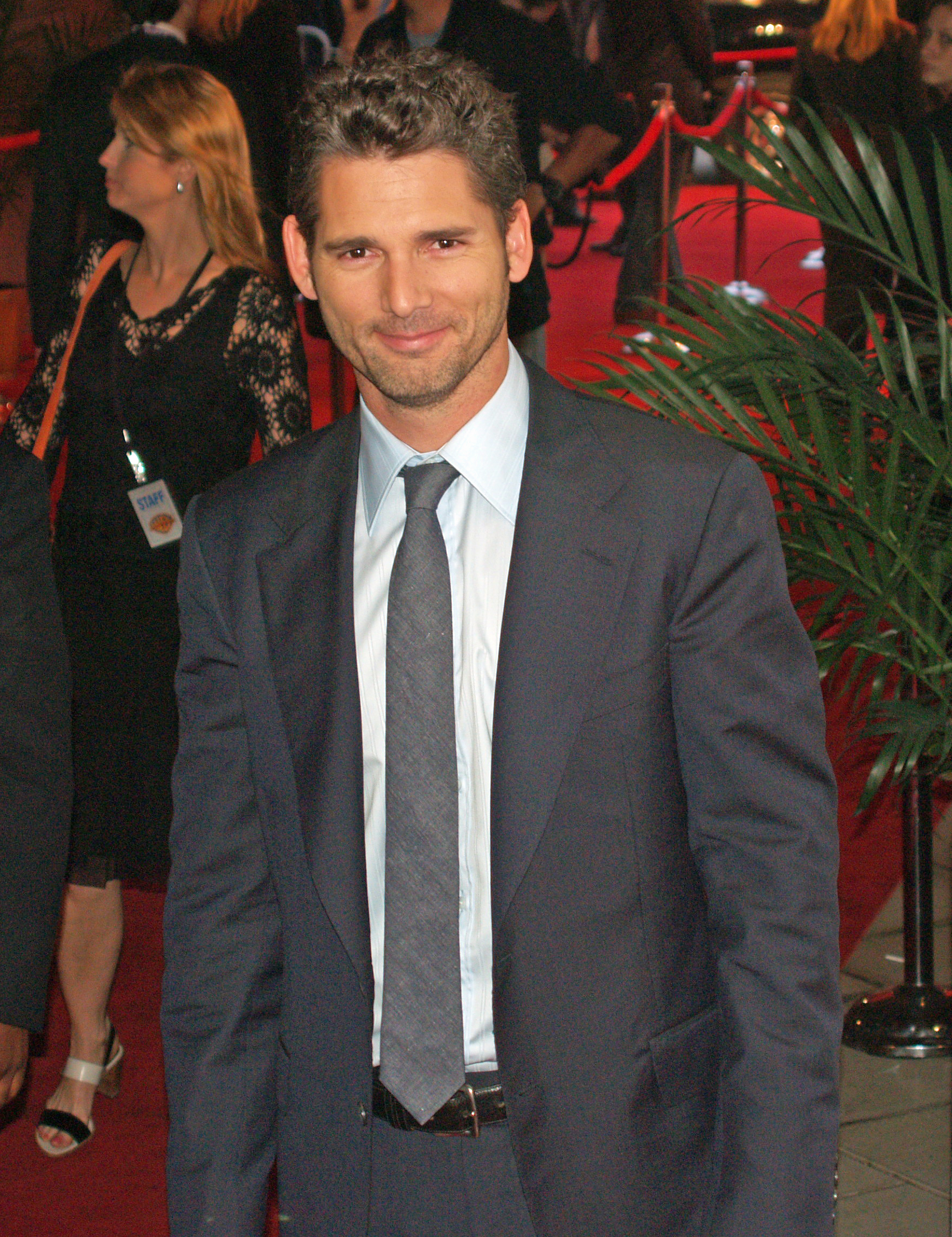
Eric Bana, star de Chopper

### Réalisateurs
- Gillian Armstrong
- Bruce Beresford
- Jane Campion (née en Nouvelle-Zélande)
- Charles Chauvel
- Paul Cox
- Andrew Dominik
- Peter Duncan
- Rolf de Heer
- Stephan Elliott
- Scott Hicks
- P.J. Hogan
- Gregor Jordan
- Ray Lawrence
- Julia Leigh
- Raymond Longford
- Baz Luhrmann
- James McTeigue
- David Michôd
- George Miller
- George T. Miller (né au Royaume-Uni)
- Russell Mulcahy
- Chris Noonan
- Phillip Noyce
- Alex Proyas
- Fred Schepisi
- Rob Sitch
- Brian Trenchard-Smith
- Rachel Ward
- Peter Weir

### Acteurs
- David Argue
- Simon Baker
- Eric Bana
- Bryan Brown
- Jason Clarke
- Russell Crowe (né en Nouvelle-Zélande)
- Max Cullen
- Ed Devereaux
- Ernie Dingo
- Joel Edgerton
- Peter Finch
- Errol Flynn
- Mel Gibson (né aux États-Unis)
- David Gulpilil
- Anthony Hayes
- Chris Hemsworth
- Liam Hemsworth
- Luke Hemsworth
- Daniel Henshall
- Paul Hogan
- Craig Horner
- Barry Humphries
- Bill Hunter
- Hugh Jackman
- John Jarratt
- Anthony LaPaglia
- Jonathan LaPaglia
- George Lazenby
- Heath Ledger
- Callan McAuliffe
- Leo McKern
- Julian McMahon
- John Meillon
- Ben Mendelsohn
- Sam Neill
- Matthew Nable
- John Noble
- Alex O'Loughlin
- Guy Pearce (né au Royaume-Uni)
- Peter Phelps
- Dominic Purcell (né au Royaume-Uni)
- Chips Rafferty
- David Roberts
- Richard Roxburgh
- Geoffrey Rush
- Yahoo Serious (en)
- Kodi Smit-McPhee
- Jesse Spencer
- Sullivan Stapleton
- Nick Tate
- Noah Taylor (née au Royaume-Uni)
- Rod Taylor
- Jack Thompson
- Charles Tingwell
- John Waters
- Hugo Weaving (né au Nigeria)
- Vernon Wells
- David Wenham
- Sam Worthington (né au Royaume-Uni)
- Aden Young (né au Canada)

### Actrices
- Claudia Black
- Lorraine Bayly
- Cate Blanchett
- Emily Browning
- Rose Byrne
- Toni Collette
- Abbie Cornish
- Ruth Cracknell
- Kimberley Davies
- Judy Davis
- Elizabeth Debicki (née en France)
- Gigi Edgley
- Belinda Emmett
- Indiana Evans
- Isla Fisher (née en Oman)
- Melissa George
- Rachel Griffiths
- Noni Hazlehurst
- Bella Heathcote
- Cariba Heine
- Virginia Hey
- Raelee Hill
- Claire Holt
- Natalie Imbruglia
- Claudia Karvan
- Nicole Kidman (née aux États-Unis)
- Melissa Jaffer
- Sophie Lowe
- Isabel Lucas
- Lottie Lyell
- Tammy Macintosh
- Elle Macpherson
- Deborah Mailman
- Jessica Marais
- Dannii Minogue
- Kylie Minogue
- Olivia Newton-John (née au Royaume-Uni)
- Miranda Otto
- Teresa Palmer
- Susie Porter
- Émilie de Ravin
- Rebecca Riggs
- Portia de Rossi
- Greta Scacchi (née en Italie)
- Yvonne Strahovski
- Magda Szubanski (née au Royaume-Uni)
- Rachael Taylor
- Sigrid Thornton
- Phoebe Tonkin
- Anna Torv
- Holly Valance
- Mia Wasikowska
- Naomi Watts (née au Royaume-Uni)
- Jacki Weaver
- Peta Wilson

## Récompenses de cinéma
Les Australian Academy of Cinema and Television Arts Awards (AACTA Awards), anciennement intitulés Australian Film Institute Awards (AFI Awards), constituent la principale récompense cinématographique et télévisuelle nationale en Australie, décernée depuis 1958.
Les autres récompenses de cinéma majeures sont :
- Australian Directors Guild Awards (ADG Awards)
- Australian Film Critics Association Awards
- ATOM Awards
- Australian Writers' Guild Awards (AWGIE Awards)
- Inside Film Awards (IF Awards)
- Film Critics Circle of Australia Awards
- Queensland New Filmmakers Awards

## Festivals de film
- Longs métrages :
  - Festival du film d'Adélaïde
  - Festival international du film de Brisbane
  - Festival international du film de Canberra
  - Festival international du film de Melbourne
  - Festival du film de Sydney

- Courts métrages :
  - Tropfest

- Autres
  - Festival du film français Alliance française
  - Festival international du film documentaire océanien de Tahiti
  - Festival du cinéma aborigène australien[37] à Paris[38]
- Liste de festivals de cinéma en Océanie

### L’Australie au festival de Cannes
Récompenses principales :
- 1980 : Jack Thompson, Prix du meilleur second rôle masculin pour Héros ou Salopards[36]
- 1986 : Peel, Palme d'or du court métrage pour Jane Campion
- 1987 : Palisade, Palme d'or du court métrage pour Laurie McInnes
- 1988 : Meryl Streep, Prix d'interprétation féminine pour Un cri dans la nuit de Fred Schepisi
- 1991 : Proof, Special Mention for Excellence - Caméra d'or du jury pour Jocelyn Moorhouse
- 1993 : La Leçon de piano, Palme d'or ex aequo pour Jane Campion
- 1993 : Holly Hunter, Prix d'interprétation féminine pour La Leçon de Piano de Jane Campion
- 1995 : Swinger, Prix du jury du court métrage pour Gregor Jordan
- 1996 : Love Serenade, Caméra d'or pour Shirley Barrett
- 2000 : Christopher Doyle, Grand prix de la Commission Supérieure Technique pour In the Mood for Love
- 2003 : Cracker Bag, Palme d'or du court métrage pour Glendyn Ivin
- 2005 : Clara, Mention spéciale du court métrage pour Van Sowerwine
- 2006 : 10 canoës, 150 lances et 3 épouses, Prix spécial du jury Un certain regard pour Rolf de Heer
- 2009 : Samson et Delilah, Caméra d'or pour Warwick Thornton

Autres récompenses :
- 1992 : Ballroom Dancing, Prix de la jeunesse pour Baz Luhrmann
- 1994 : Priscilla, folle du désert, Prix du public pour Stephan Elliott
- 1999 : Amy, Prix de l'éducation nationale et Grand prix de Cannes Junior pour Nadia Tass
- 1999 : Siam Sunset, Rail d'or pour John Polson
- 2003 : Australian Rules, Prix spécial du jury de Cannes Junior pour Paul Goldman
- 2007 : David Stratton, Cannes Festival Medal (critique de film)

### Listes et catégories
- (en) Réalisateurs, Scénaristes, Compositeurs, Acteurs,
- Films sur les Aborigènes d'Australie
- Films australiens (par catégories) (en)